# 紫罗兰
紫罗兰（学名：Matthiola incana），为十字花科紫罗兰属多年生草本植物，原产南欧，多作一二年生草花栽培。

## 图集

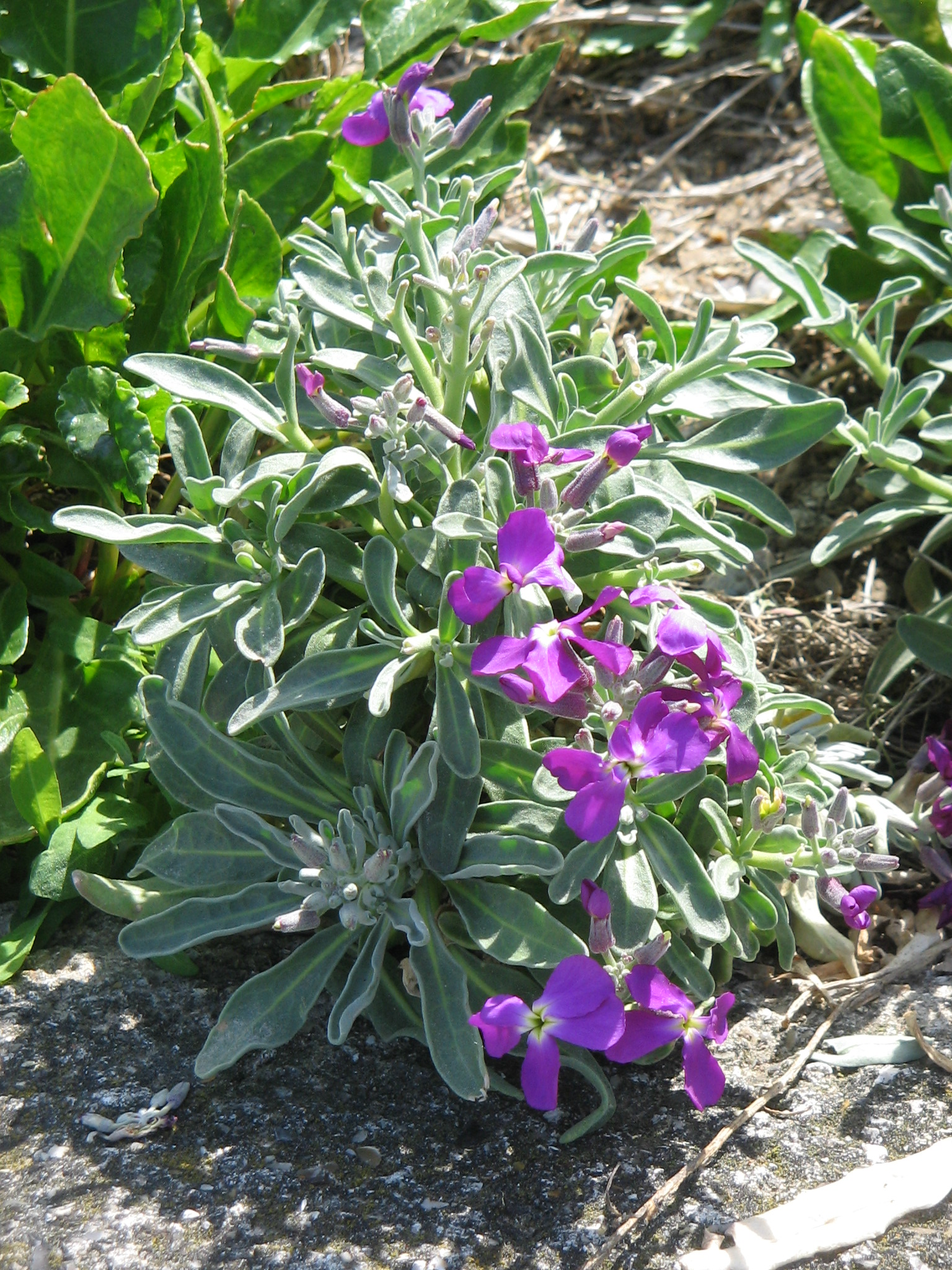
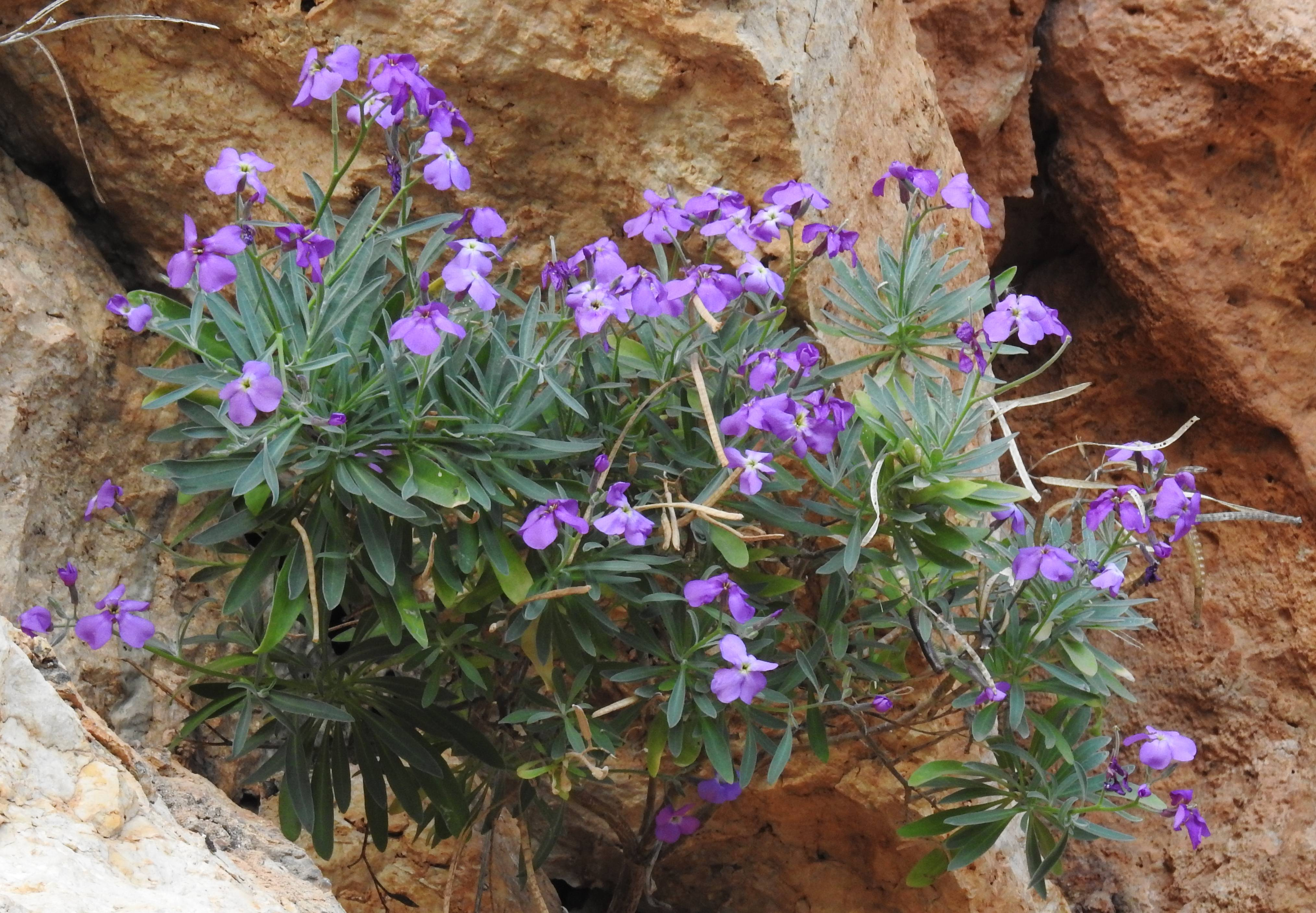
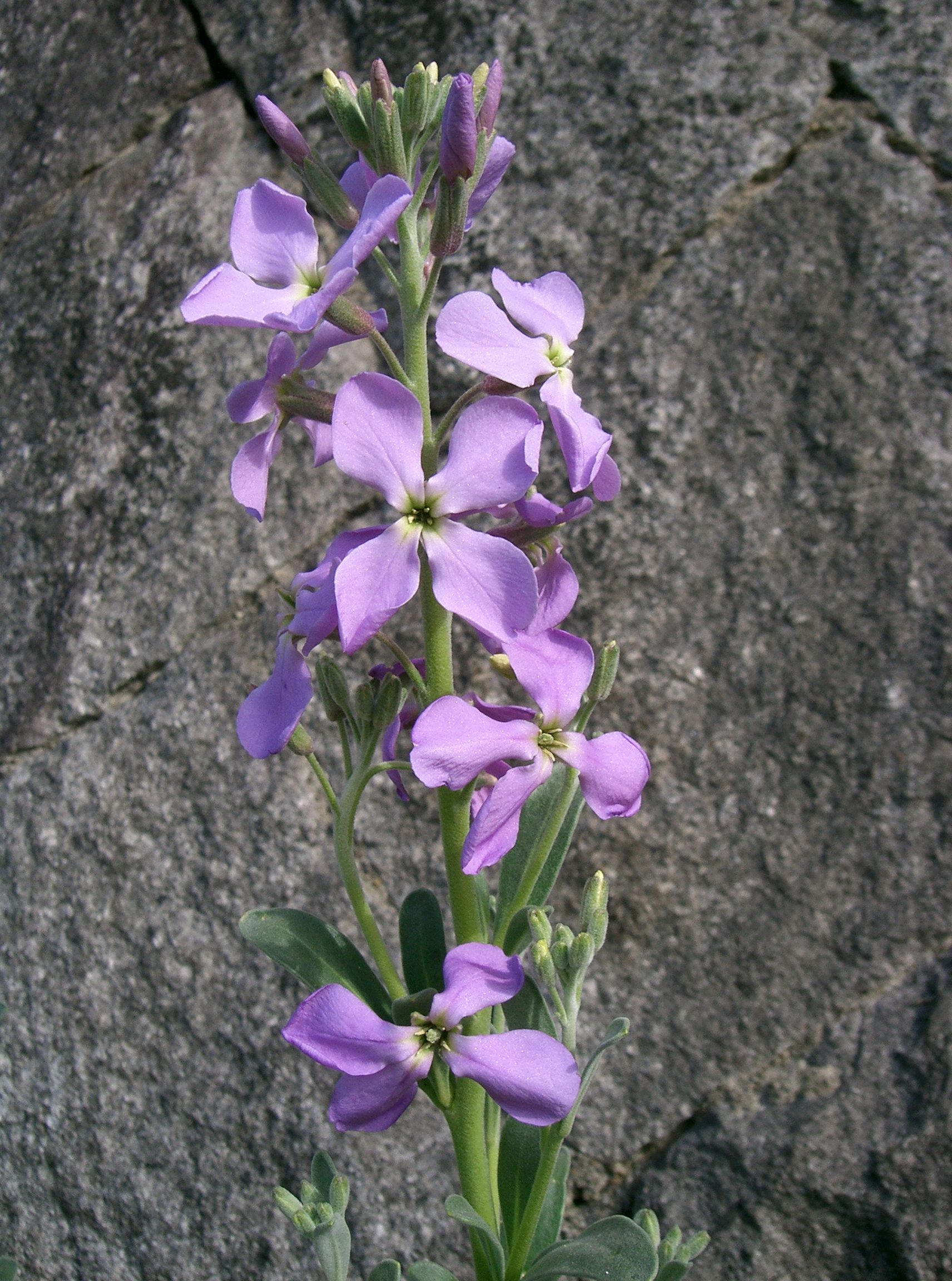
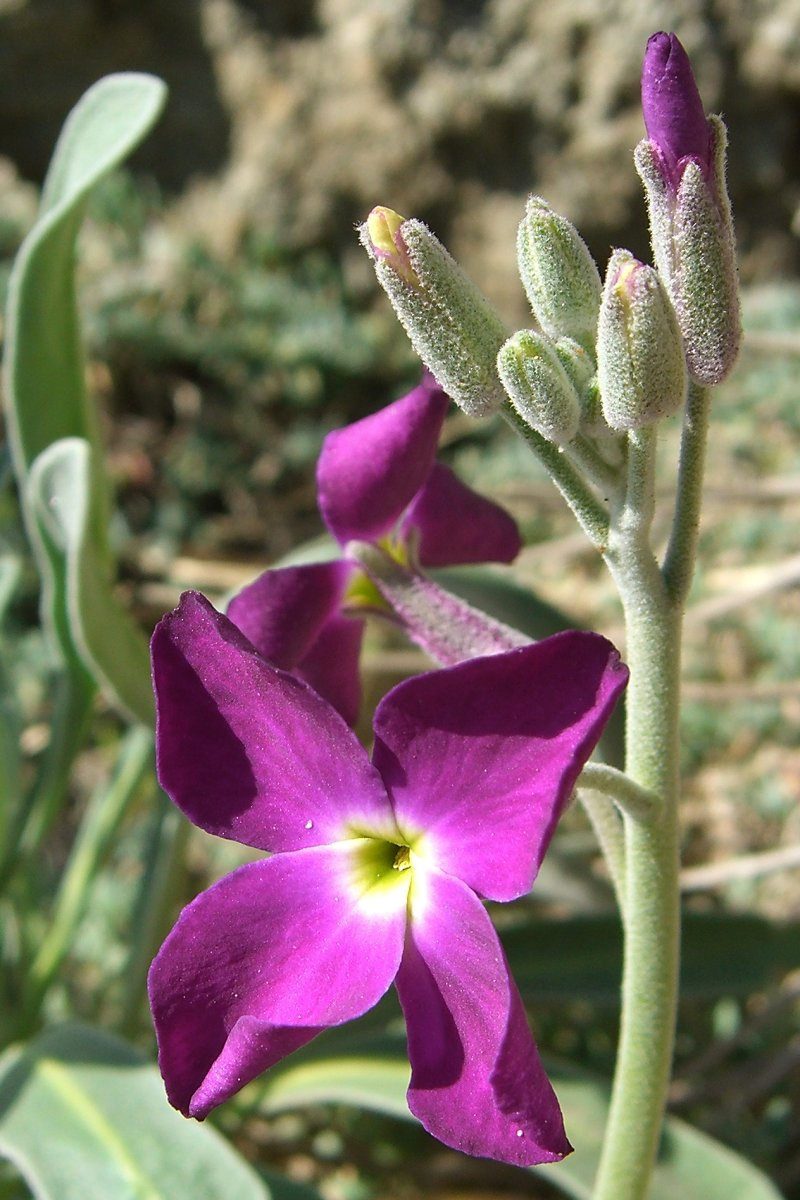
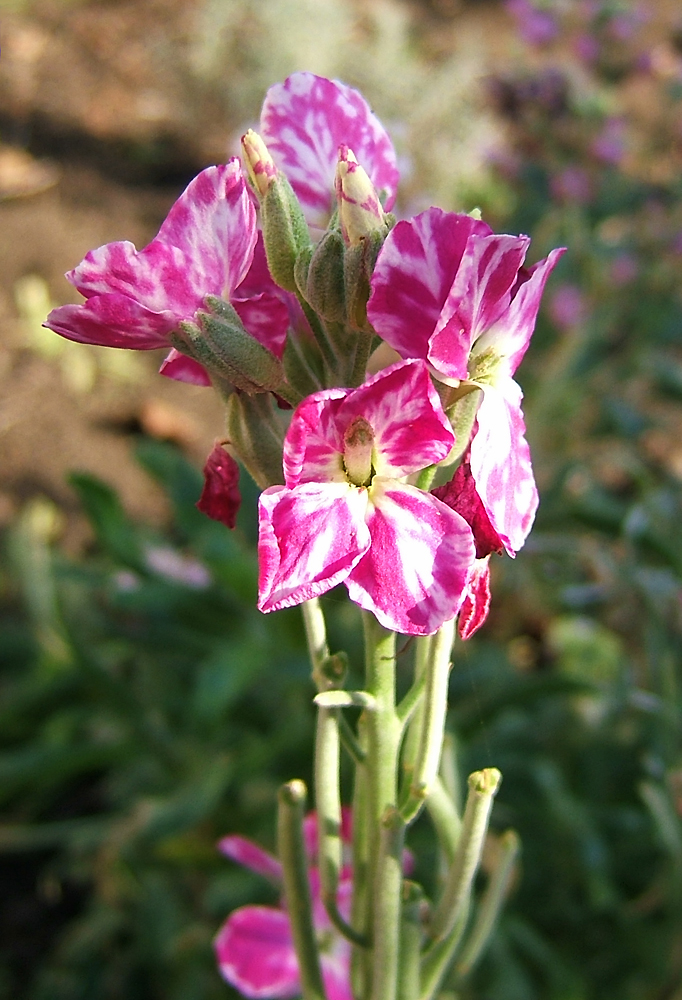
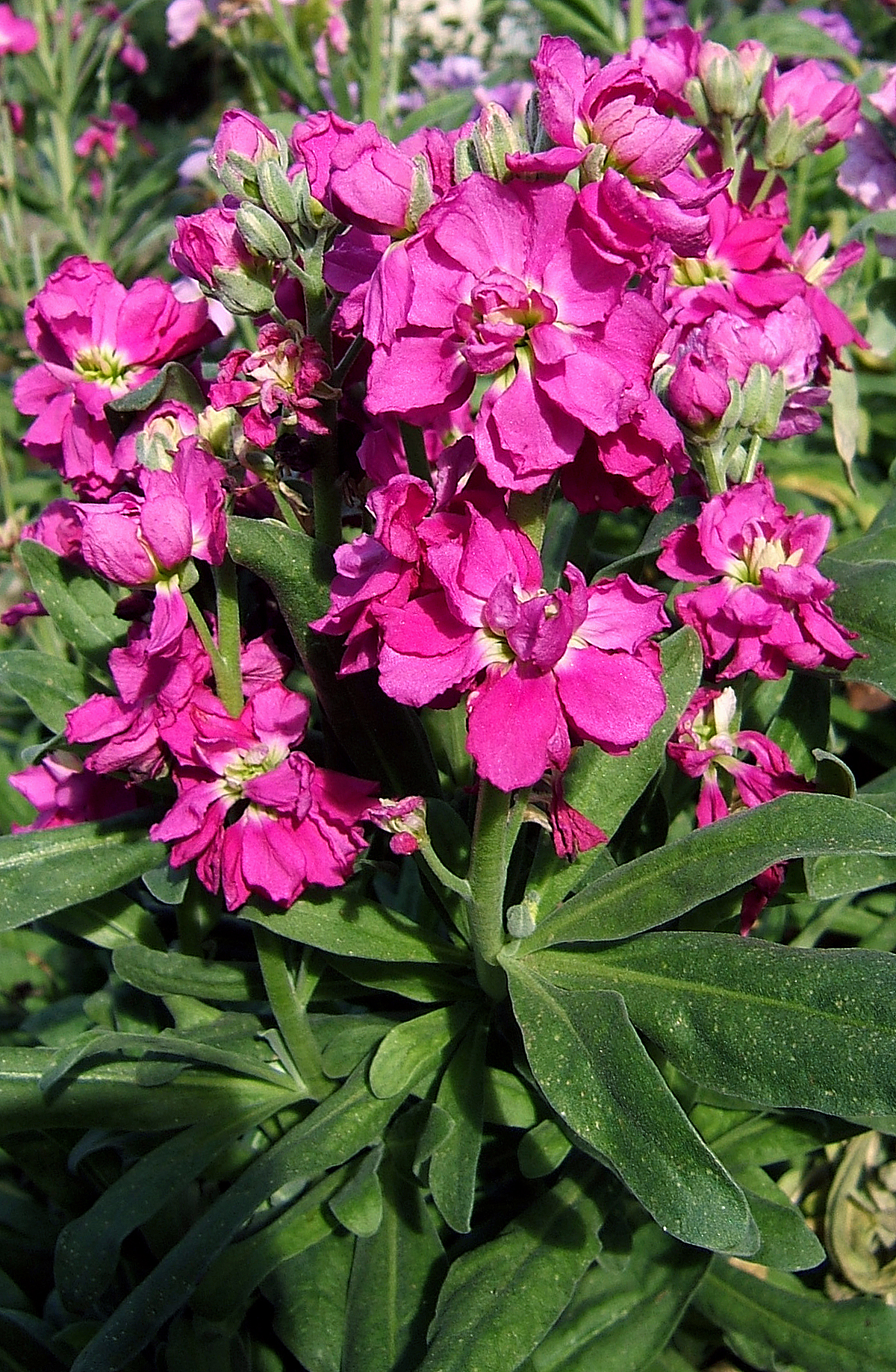
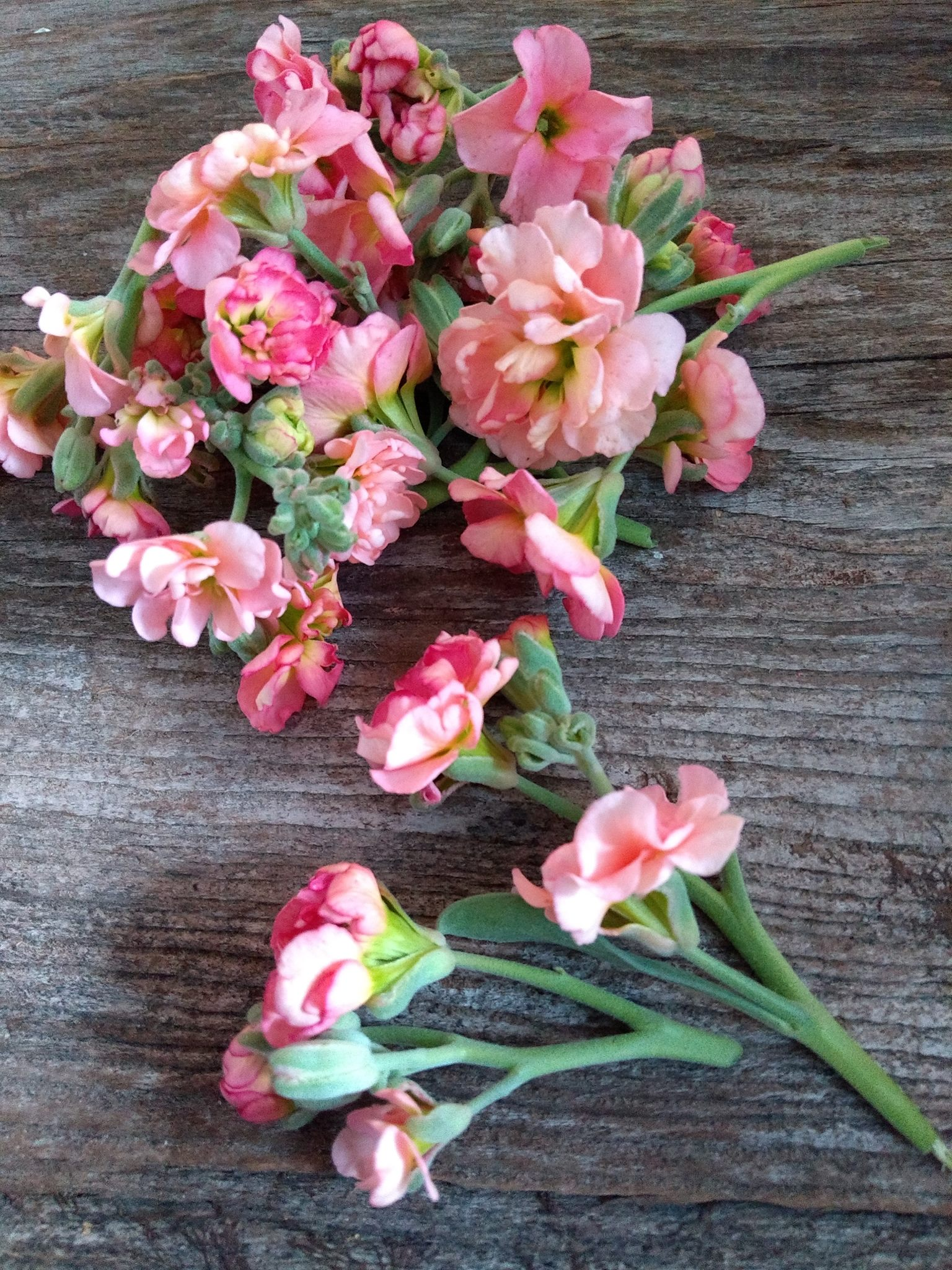
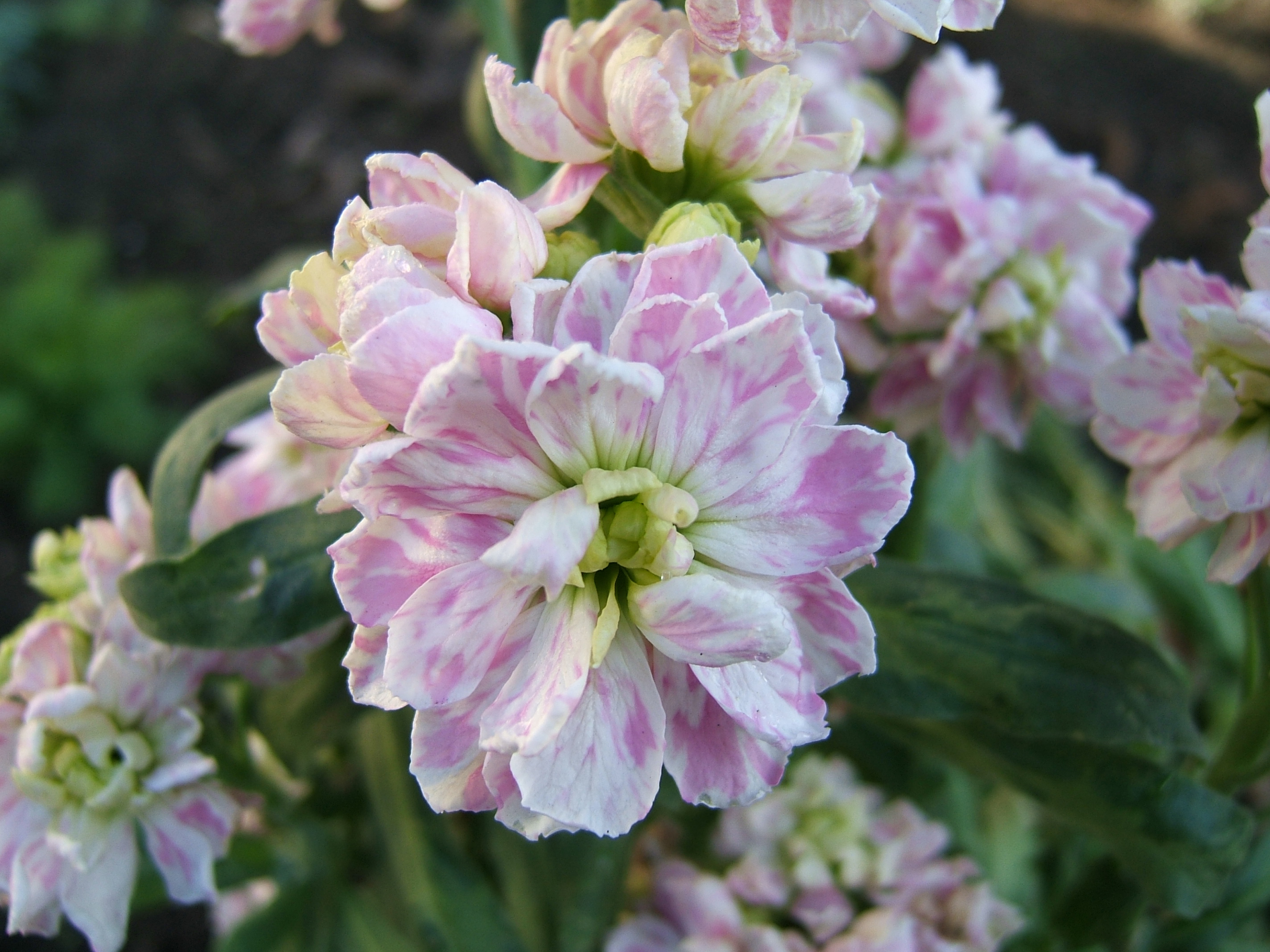
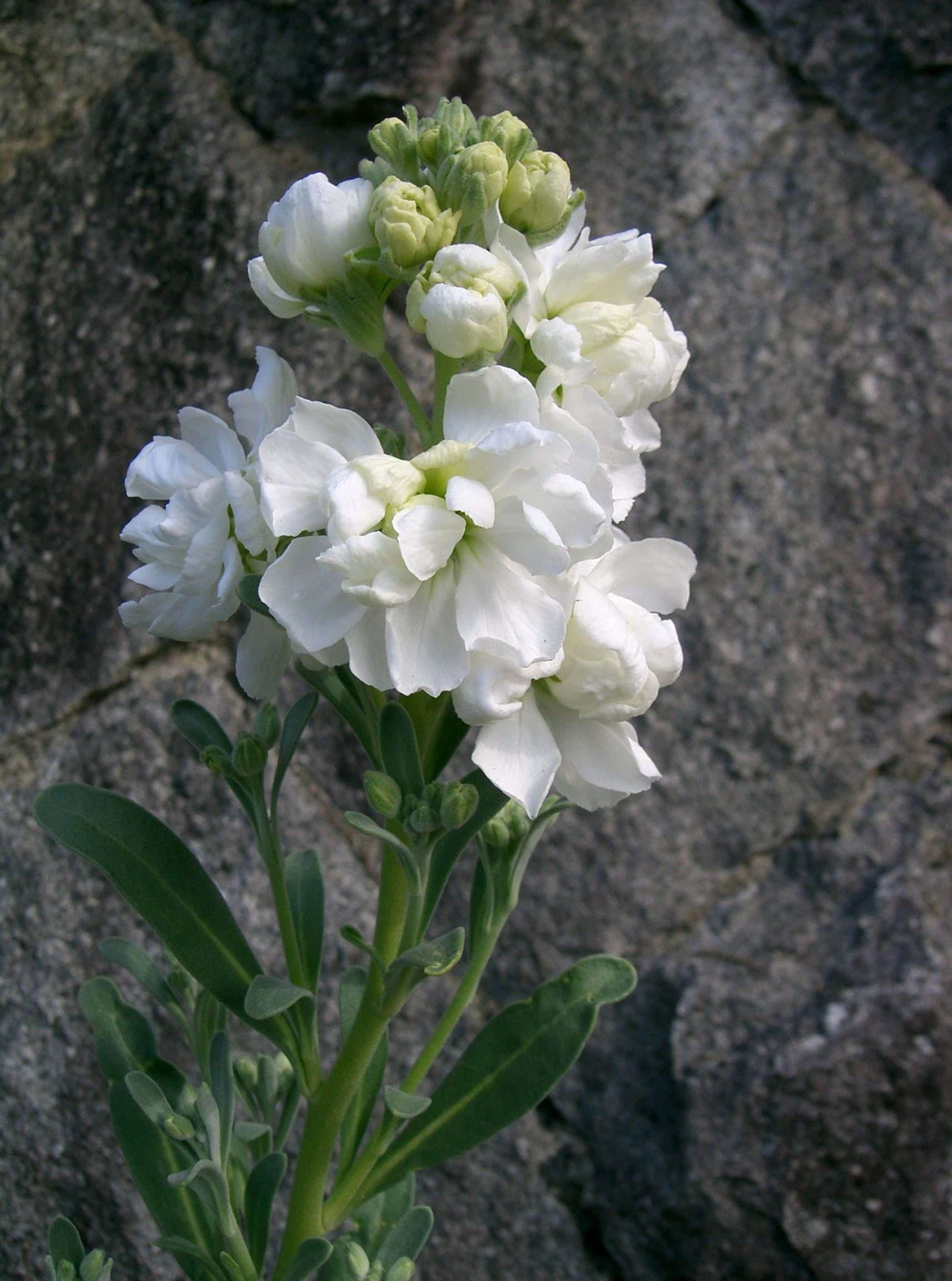
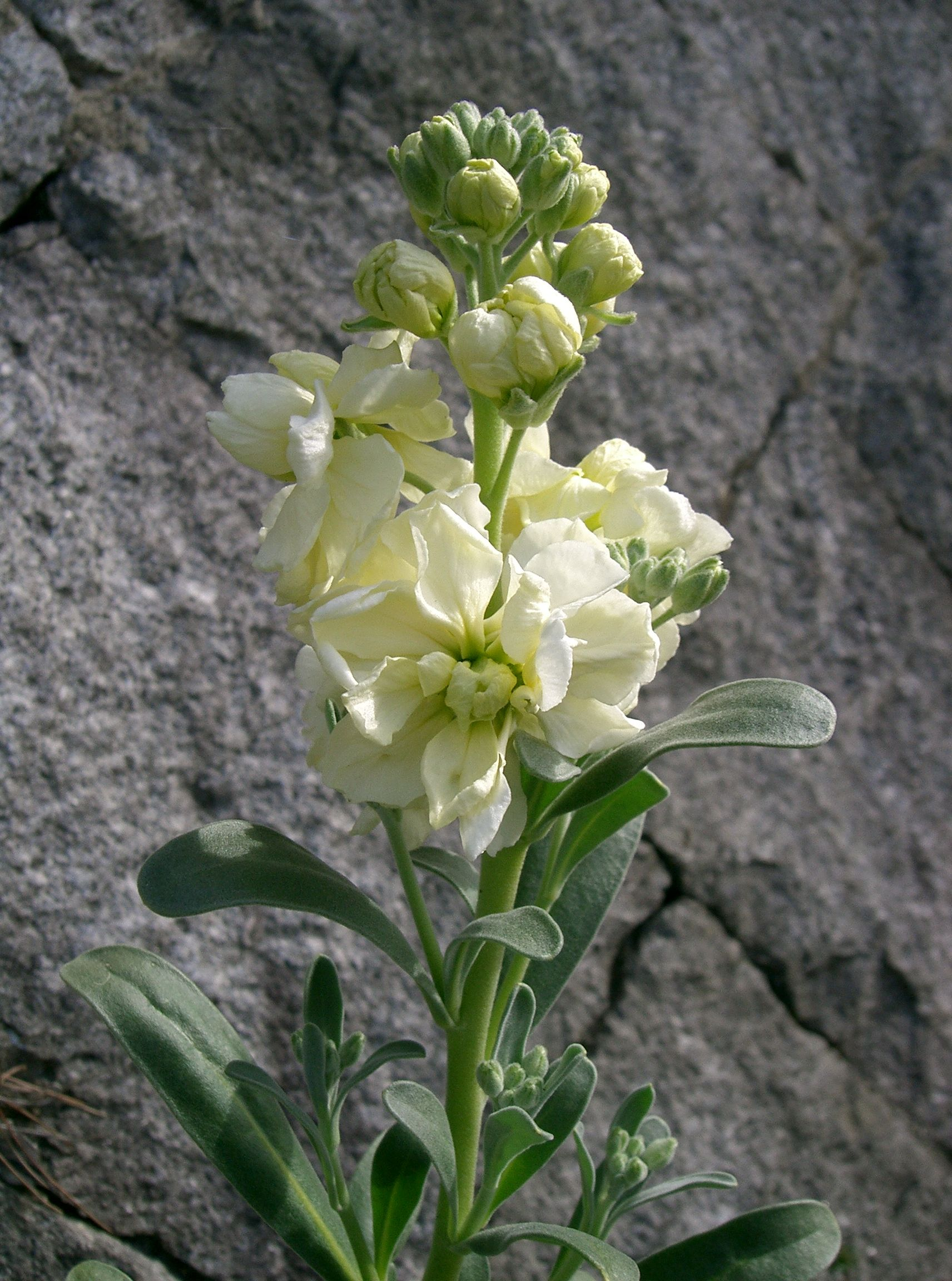

## 扩展阅读
維基物種上的相關：紫罗兰